# Ильгамов, Тамерлан Айсарович
Тамерлан Айсарович Ильгамов (баш. Тамерлан Айсар улы Ильһамов; 22 июня 1994, село Аскарово, Абзелиловский район, Республика Башкортостан, Россия — 4 июля 2022, Украина) — командир боевого расчёта зенитной ракетной батареи гвардейского зенитного ракетного полка, гвардии прапорщик. Герой Российской Федерации (2022).

## Биография
Тамерлан родился 22 июня 1994 года в селе Аскарово Абзелиловского района Республики Башкортостан. В 2009—2011 годах учился в местной гимназии имени Тагира Кусимова. В 2011 году поступил в Сибайский филиал Башкирского государственного университета (ныне Уфимский университет науки и технологий), на юридический факультет. По личной инициативе в декабре 2012 года был призван в армию, в марте 2014 года подписал контракт о прохождении военной службы. Служил командиром боевого расчёта зенитной ракетной батареи гвардейского зенитного ракетного полка, в том числе в Сирии и Таджикистане. Параллельно учился в Серноводском аграрно-техническом колледже по специальности «механизация сельского хозяйства», который окончил в 2019 году.

## Военная деятельность
С 24 февраля 2022 года в составе своего подразделения принимал участие во вторжении России на Украину. Согласно заявлениям российских СМИ, Ильгамов сбил 9 ракет противника, а 2 ракеты попали в ЗРК, что привело к гибели Ильгамова и его сослуживцев.
Похоронен 13 июля 2022 года в родном селе Аскарово Абзелиловского района.

## Награды
- Звание «Герой Российской Федерации»;
- Медаль «За отвагу»[2];
- Медаль «За воинскую доблесть» 2-й степени[2];
- Медаль «Участнику военной операции в Сирии»[2];
- Орден генерала Шаймуратова (Республика Башкортостан, 2022, посмертно) — за храбрость и отвагу[7][8].

## Память
На здании гимназии имени Героя Советского Союза Тагира Кусимова в селе Аскарово Абзелиловского района была установлена мемориальная доска Герою России Тамерлану Ильгамову.